# Paul Schrader (Regisseur)

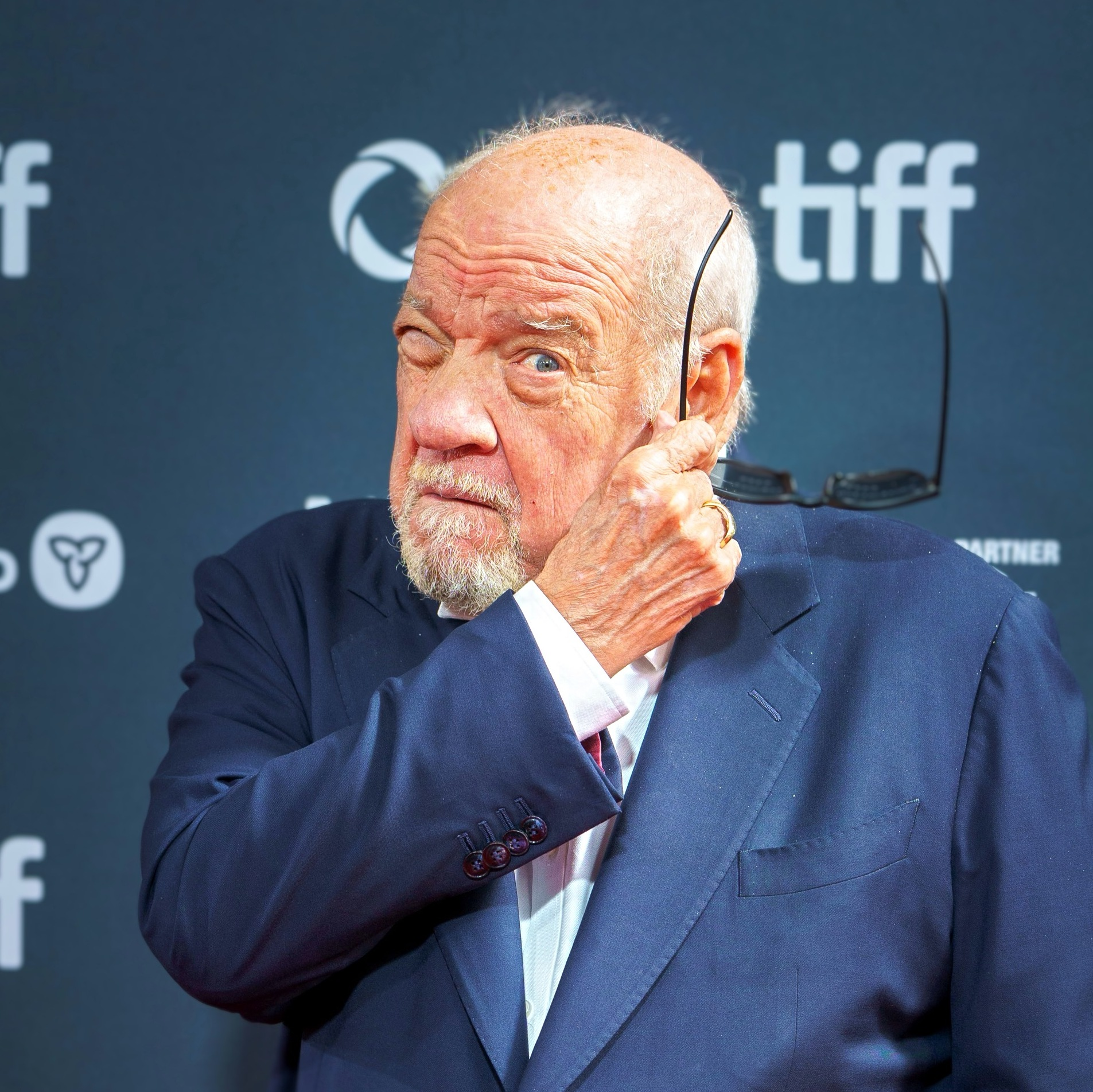
Paul Schrader beim Toronto International Film Festival 2024

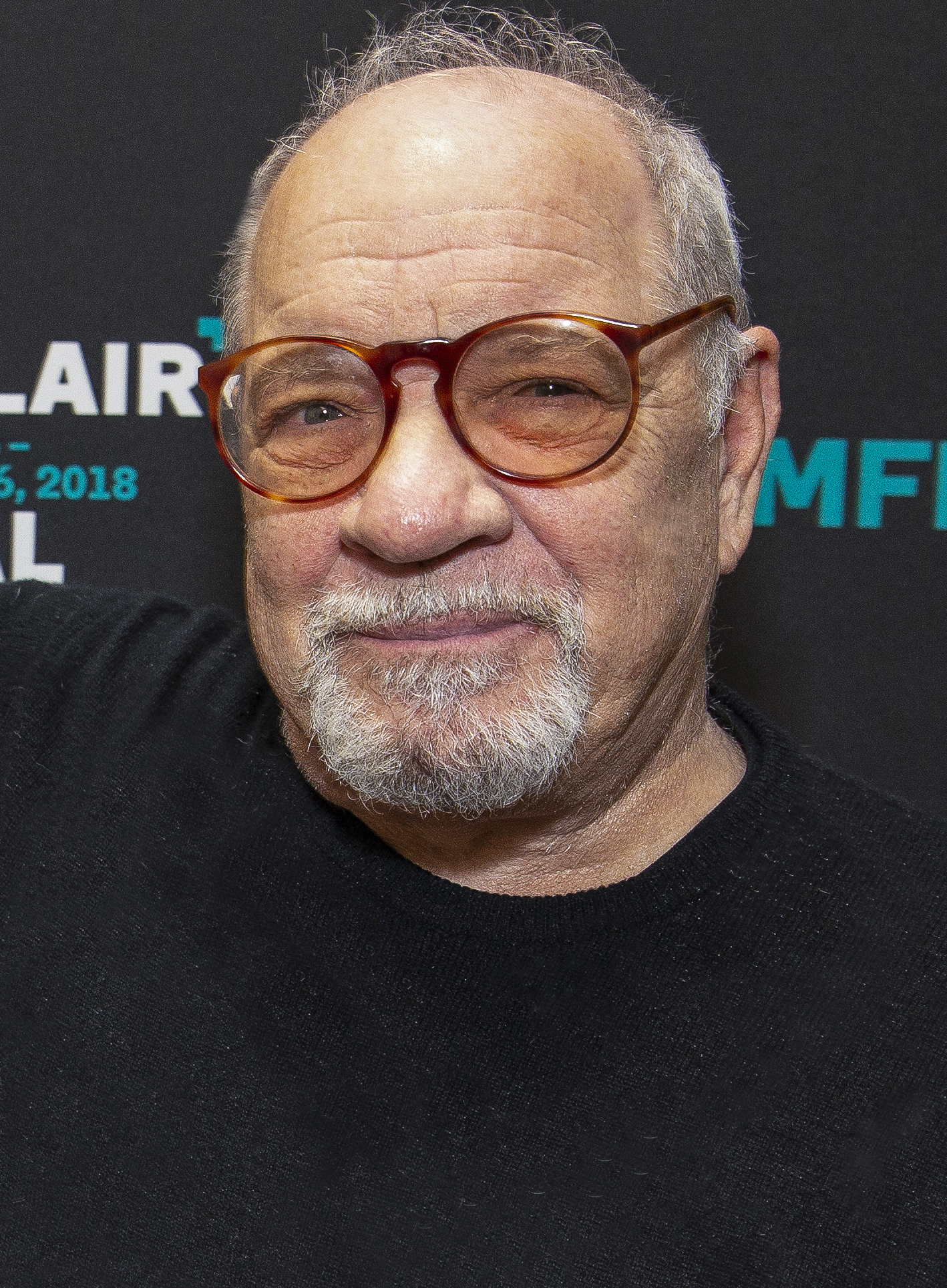
Paul Schrader beim Montclair Film Festival im Mai 2018

Paul Schrader (* 22. Juli 1946 in Grand Rapids, Michigan) ist ein US-amerikanischer Filmregisseur, Drehbuchautor und Filmkritiker. Er arbeitete als Drehbuchautor an mehreren Filmklassikern von Martin Scorsese, darunter Taxi Driver und Wie ein wilder Stier. Seit Ende der 1970er-Jahre ist er selbst als Regisseur mit Filmen wie Ein Mann für gewisse Stunden, Der Gejagte und First Reformed insbesondere im Thrillergenre tätig.

## Leben

### Frühe Jahre
Als Sohn streng calvinistischer Eltern studierte Paul Schrader am Calvin College in Grand Rapids und anschließend, protegiert von Pauline Kael, Filmwissenschaft an der University of California, um Filmkritiker zu werden. Nebenher bewertete er Drehbücher (script coverage) für Columbia Pictures. Er schrieb Filmkritiken für die Zeitschriften Los Angeles Free Press, Film Quarterly und Film Comment und gab Anfang der 1970er-Jahre das Magazin Cinema heraus. Seine eher intellektuelle als emotionale Herangehensweise an Filme und das Filmemachen führt Schrader auf seine Jugend zurück, in der ihm der Kinobesuch verboten war. Seinen ersten Kinofilm sah Schrader erst mit 17 Jahren, doch Der fliegende Pauker ließ ihn noch „unbeeindruckt“.
In seinem Aufsatz Transcendental Style in Film: Ozu, Bresson, Dreyer (1972) untersuchte er Gemeinsamkeiten der Regisseure Ozu Yasujirō, Robert Bresson und Carl Theodor Dreyer. Im selben Jahr erschien sein in der Fachliteratur zum Film noir häufig zitierter Artikel Notes on Film Noir. Neben Bresson beeindruckten und beeinflussten ihn Filmemacher wie John Ford, Jean Renoir, Roberto Rossellini, Alfred Hitchcock und Sam Peckinpah. Renoirs Die Spielregel nannte Schrader die „Quintessenz“ des Kinos. Weitere Filme, auf die er wiederholt verwies, sind Vertigo – Aus dem Reich der Toten und Der Schwarze Falke.
Schraders frühe Karriere war von wiederholten Brüchen mit Weggefährten gezeichnet. Wegen seines Verrisses von Easy Rider überwarf er sich mit den Herausgebern der Los Angeles Free Press, ein Stipendium am AFI Conservatory musste er wegen eines Disputs mit dessen Direktor George Stevens junior vorzeitig beenden. Seine Entscheidung gegen ein von Pauline Kael vermitteltes Jobangebot als Kritiker zugunsten des professionellen Drehbuchschreibens führte zum Bruch mit seiner Förderin.

### Drehbuchautor und Regisseur
Sein erstes verfilmtes Drehbuch, Yakuza (1974, Regie: Sydney Pollack), verfasste Schrader zusammen mit seinem Bruder Leonard Schrader. Warner Bros. zahlte ihnen die damalige Rekordsumme von 300.000 US-Dollar. Später wurde es auf Bitten von Pollack durch Robert Towne überarbeitet. Darauf folgten die Drehbücher für Martin Scorseses Taxi Driver und Brian De Palmas Schwarzer Engel (beide 1976). Ein Mitte der 1970er-Jahre entstandener Drehbuchentwurf für Unheimliche Begegnung der dritten Art (1977) missfiel Regisseur Steven Spielberg so sehr, dass er auf die Entfernung von Schraders Namen aus dem Abspann drängte. Schraders Skript für Der Mann mit der Stahlkralle (1977) wurde ohne sein Zutun umgeschrieben; der Autor distanzierte sich von dem fertigen Film, indem er ihn als „faschistisch“ bezeichnete.
Der Erfolg von Taxi Driver ermöglichte es Schrader 1978, seine erste Regiearbeit, Blue Collar, zu realisieren. Bei seinem zweiten Film, dem autobiografisch gefärbten Hardcore – Ein Vater sieht rot (1979), fungierte John Milius als ausführender Produzent. Für Scorseses Wie ein wilder Stier (1980) schrieb Paul Schrader das Drehbuch zusammen mit Mardik Martin, dem Drehbuchautor von Scorseses Hexenkessel. Schrader verfasste noch zwei weitere Drehbücher für Scorsese, Die letzte Versuchung Christi (1988) und Bringing out the Dead (1999).
Größere Bekanntheit erlangte Schraders 1980 gedrehter Film Ein Mann für gewisse Stunden. Es folgten weitere Filme, zu denen er mehrheitlich selbst das Drehbuch schrieb, darunter der von Francis Ford Coppola und George Lucas produzierte Mishima – Ein Leben in vier Kapiteln (1985), eine filmische Biografie des gleichnamigen japanischen Autors, und das Oscar-prämierte Drama Der Gejagte (1997). Das Drehbuch zu der Filmbiografie Auto Focus (2002), die das Leben des 1978 ermordeten US-Schauspielers Bob Crane nachzeichnet, stammte wiederum von Michael Gerbosi.
Bei dem Film Exorcist: Dominion (2005, Arbeitstitel) wurde Schrader die künstlerische Kontrolle entzogen, Regisseur Renny Harlin drehte große Teile des Films neu. Da Harlins Version (unter dem Titel Exorzist: Der Anfang) an der Kinokasse scheiterte, stellte die Produktionsfirma Morgan Creek Productions Schrader ein begrenztes Budget zur Verfügung, um seine ursprüngliche Version des Films fertigzustellen, die als Dominion: Exorzist – Der Anfang des Bösen auf Festivals und im kleinen Rahmen in den Kinos lief. Dominion: Exorzist – Der Anfang des Bösen ist – neben seinem Katzenmenschen-Remake (1982) – der einzige Film Schraders, der direkt an einen Film eines anderen Regisseurs anknüpft.
Neben Yakuza entstanden auch die Drehbücher für Blue Collar, Diane und Mishima unter Mitwirkung seines Bruders Leonard Schrader (Kuß der Spinnenfrau). Obwohl einige der Filme, an denen Paul Schrader beteiligt war, Oscar-Nominierungen oder -Auszeichnungen erhielten, wurden diese nie Schraders Regie oder Drehbuch zuerkannt. Die Drehbücher für Taxi Driver und Wie ein wilder Stier waren für den Golden Globe nominiert, gingen aber leer aus. – Als eigenen Favoriten unter seinen Drehbüchern nannte Schrader Taxi Driver, unter seinen Regiearbeiten Mishima. Light Sleeper bezeichnete er als seinen persönlichsten Film.
1995 hatte Schraders Theaterstück The Cleopatra Club in Poughkeepsie, New York, Premiere, 2011 wurde erstmals eine deutschsprachige Fassung im Wiener stadtTheater walfischgasse gespielt. Sein bereits in den 1980er-Jahren entstandenes Stück Berlinale wurde dagegen nie aufgeführt. 1998 war Schrader Jurymitglied des Sundance Film Festivals, 2007 leitete er die Jury der Berlinale. Auch hielt er wiederholt Vorlesungen in Filmklassen, so an der New York Film Academy und am Lincoln Center.
Schrader ist in zweiter Ehe mit Mary Beth Hurt verheiratet, die in Light Sleeper, Der Gejagte und The Walker kleinere Rollen spielte.

## Themen
Vielen von Schraders Drehbüchern und Filmen gemein ist das Porträt eines Charakters, der einen selbstzerstörerischen Weg eingeschlagen hat oder sich mit seinem Tun selbst schadet. Am Schluss seiner Filme steht für die betreffende Person oft ein Erlösungserlebnis – nach einem äußerst schmerzhaften Weg. Nicht selten ist dieses mit einer Art Selbstopferung oder einem kathartischen Gewaltakt verbunden. Einige Handlungsgerüste lotete Schrader wiederholt aus, so die Sinnsuche des einsamen, nachtaktiven Protagonisten in Taxi Driver, Light Sleeper und Bringing out the Dead (der nach einer Romanvorlage entstand) oder aber den Abstieg des oberflächlichen Frauen- bzw. Society-Lieblings, der nach einem Initialerlebnis sein soziales Umfeld verliert und zu sich selbst findet, wie in Ein Mann für gewisse Stunden und The Walker.
Schrader bezeichnete Taxi Driver, Ein Mann für gewisse Stunden, Light Sleeper und The Walker als zusammenhängende Tetralogie unter dem Begriff „Man in a room“-Filme („ein Mann in einem Raum“), die mit The Walker abgeschlossen sei. Die Hauptfigur entwickele sich von einem erst wütenden, dann narzisstischen, später von Sorgen geplagten Charakter zu einem Mann, der sich hinter einer Maske der Oberflächlichkeit versteckt.
Zwischen 2017 und 2022 widmete er sich den Filmen First Reformed, The Card Counter und Master Gardener. Schrader zufolge würden sich alle Teile an denselben Themen abarbeiten. Die kammerspielartigen Werke stellen jeweils eine männliche Hauptfigur in den Mittelpunkt, die vor dem Hintergrund „eines angespannten, gespaltenen Milieus des zeitgenössischen Amerikas“ agiert.

## Werk

### Regisseur
- 1978: Blue Collar (auch Drehbuch, mit Leonard Schrader)
- 1979: Hardcore – Ein Vater sieht rot (Hardcore) (auch Drehbuch)
- 1980: Ein Mann für gewisse Stunden (American Gigolo) (auch Drehbuch)
- 1982: Katzenmenschen (Cat People)
- 1985: Mishima – Ein Leben in vier Kapiteln (Mishima: A Life in Four Chapters) (auch Drehbuch, mit Leonard und Chieko Schrader)
- 1987: Light of Day – Im Lichte des Tages (Light of Day) (auch Drehbuch)
- 1987: Patty (Patty Hearst)
- 1990: Der Trost von Fremden (The Comfort of Strangers)
- 1992: Light Sleeper (auch Drehbuch)
- 1994: Magic Murder (Witch Hunt) (TV)
- 1997: Touch – Der Typ mit den magischen Händen (Touch) (auch Drehbuch)
- 1997: Der Gejagte (Affliction) (auch Drehbuch)
- 1999: Forever Mine – Eine verhängnisvolle Liebe (Forever Mine) (auch Drehbuch)
- 2002: Auto Focus
- 2005: Dominion: Exorzist – Der Anfang des Bösen (Dominion: Prequel to the Exorcist)
- 2007: The Walker (auch Drehbuch)
- 2008: Ein Leben für ein Leben – Adam Resurrected (Adam Resurrected)
- 2013: The Canyons
- 2014: Dying of the Light – Jede Minute zählt (Dying of the Light) (auch Drehbuch)
- 2016: Dog Eat Dog
- 2017: First Reformed
- 2021: The Card Counter
- 2022: Master Gardener
- 2024: Oh, Canada

### Drehbuchautor
- 1974: Yakuza (The Yakuza) (mit Leonard Schrader und Robert Towne)
- 1976: Schwarzer Engel (Obsession)
- 1976: Taxi Driver
- 1977: Der Mann mit der Stahlkralle (Rolling Thunder) (mit Heywood Gould)
- 1979: Diane (Old Boyfriends) (mit Leonard Schrader)
- 1980: Wie ein wilder Stier (Raging Bull) (mit Mardik Martin)
- 1986: Mosquito Coast (The Mosquito Coast)
- 1988: Die letzte Versuchung Christi (The Last Temptation of Christ)
- 1996: City Hall (mit Bo Goldman, Nicholas Pileggi und Ken Lipper)
- 1999: Bringing Out the Dead – Nächte der Erinnerung (Bringing Out the Dead)
- 2017: First Reformed
- 2021: The Card Counter
- 2022: Master Gardener
- 2024: Oh, Canada

### Nicht realisierte Drehbücher (Auswahl)
- Pipeliner
- Covert People
- Quebecois
- Eight Scenes From the Life of Hank Williams
- The John Gotti Story

### Kurzfilme
- 1970: For Us, Cinema is the Most Important of Arts
- 1985: Tight Connection (Musikvideo)
- 1995: New Blue

### Theaterstücke
- Berlinale
- The Cleopatra Club (Erstaufführung 1995)

## Auszeichnungen (Auswahl)
- Golden-Globe-Nominierungen für das Beste Filmdrehbuch 1977 für Taxi Driver und 1981 für Wie ein wilder Stier
- Nominierungen für den Independent Spirit Award 1993 für Light Sleeper, 1998 für Touch – Der Typ mit den magischen Händen und 1999 für Der Gejagte
- Youth Jury Award des Valladolid International Film Festivals 1997 für Der Gejagte
- Storyteller Award 1998 des Taos Talking Pictures Film Festivals
- Laurel Award 1999 der Writers Guild of America
- Franklin J. Schaffner Award 2005 des American Film Institute
- Goldene-Himbeere-Nominierung für die Schlechteste Regie 2005 für Exorzist: Der Anfang
- Auszeichnungen für sein Lebenswerk auf dem Stockholm International Film Festival 2007, dem St. Louis International Film Festival 2008 und dem Cinemanila International Film Festival 2009
- Zurich Film Festival – Lifetime Achievement Award 2021 für sein Lebenswerk[13]
- Goldener Löwe als Ehrenpreis für das Lebenswerk der Filmfestspiele von Venedig 2022[14]